# Rebecca Pidgeon
Pour les articles homonymes, voir Pidgeon.
Rebecca Pidgeon est une actrice et chanteuse britannico-américaine, née le 10 octobre 1965 à Cambridge, dans le Massachusetts.

## Biographie
Elle est l'épouse de David Mamet.

## Filmographie

### Cinéma
- 1988 : The Dawning, de Robert Knights - Nancy Gulliver
- 1991 : Homicide, de David Mamet - Miss Klein
- 1997 : La Prisonnière espagnole (The Spanish Prisonner), de David Mamet - Susan Ricci
- 1999 : L'Honneur des Winslow (The Winslow Boy), de David Mamet - Catherine Winslow
- 2000 : Catastrophe, court-métrage de David Mamet - The Director's Assistant
- 2000 : Séquences et conséquences (State and Main), de David Mamet - Ann
- 2001 : Braquages (Heist), de David Mamet - Fran Moore
- 2002 : Advice and Dissent, court-métrage de Leib Cohen - Ellen Goldman
- 2005 : Edmond, de Stuart Gordon - Wife
- 2005 : Shopgirl, d'Anand Tucker - Christie Richards
- 2006 : Provoked: A True Story, de Jag Mundhra - Miriam
- 2008 : How to Be, de Oliver Irving - Mère
- 2008 : Redbelt, de David Mamet - Zena Frank
- 2009 : The Lodger, de David Ondaatje - Dr. Jessica Westmin
- 2010 : Red, de Robert Schwentke - Cynthia Wilkes
- 2010 : Two Painters, court-métrage de David Mamet - Annonceur
- 2016 : Divergente 3 : Au-delà du mur, de Robert Schwentke - Sarah, un membre du conseil
- 2018 : Bird Box de Susanne Bier : Lydia
- 2024 : Assassination de Barry Levinson

### Télévision
- 2006 à 2009 : The Unit : Commando d'élite, de David Mamet - Charlotte Ryan
- 2008 : Le Prix de la trahison (Cat City), de Brent Huff - Victoria Compton
- 2013 : Phil Spector (téléfilm), de David Mamet - Dr. Fallon

## Discographie
- The Raven (1994)
- The New York Girl's Club (1996)
- The Four Marys (1998)
- Retrospective (2003)
- Tough on Crime (2005)
- Behind the Velvet Curtain (2008)
- Slingshot (2011)
- Blue Dress On (2013)
- Bad Poetry (2014)
- Sudden Exposure To Light  &  Comfort   (Double album)  (2019)
- Parts of Speech Pieces of Sound (2023)
- Songs of L.A.  (Digital version, no CD)  (2024)

## Voix françaises
| - Françoise Pavy dans : - The Shield (1re voix - série télévisée) - The Unit : Commando d'élite (série télévisée) | - et aussi - Valérie Karsenti dans L'Honneur des Winslow - Vanina Pradier dans Séquences et conséquences - Julie Dumas dans Braquages - Danièle Douet dans The Shield, (2e voix - série télévisée) - Brigitte Aubry dans Dernier Recours (série télévisée) - Colette Sodoyez dans How to Be - Natacha Muller dans Jack l'éventreur - Virginie Méry dans Red |